# Sympterygia bonapartii
Sympterygia bonapartii är en rockeart som beskrevs av Müller och Henle 1841. Sympterygia bonapartii ingår i släktet Sympterygia och familjen egentliga rockor. IUCN kategoriserar arten globalt som otillräckligt studerad. Inga underarter finns listade i Catalogue of Life.